# Dòng thời gian của đại dịch COVID-19 tháng 3 năm 2020
Đây là dòng thời gian các sự kiện chính vào tháng 3 năm 2020 của đại dịch COVID-19, gây ra bởi SARS-CoV-2, lần đầu tiên được phát hiện ở Vũ Hán, Trung Quốc.

## Dòng thời gian

### 1 tháng 3
- Hàn Quốc có thêm 576 ca coronavirus, tổng cộng là 3736, với 21 người chết, hơn phân nửa những người nhiễm bệnh là từ giáo phái Shincheonji (Tân Thiên Địa). Chính quyền thành phố kêu gọi công tố viên cáo buộc ông Lee Man-hee và 11 người khác che giấu danh sách tín hữu của họ, khi chính quyền điều tra để cách ly họ.[1]

### 2 tháng 3
- Theo WHO, người nhiễm coronavirus có thể mắc bệnh tới 6 tuần và có thể truyền bệnh trong suốt thời gian này.[2]

### 3 tháng 3
- Năm hãng tin của chính phủ Trung Quốc sẽ buộc phải giảm 40% nhân viên tại Mỹ. Động thái này đang được coi là một sự trả đũa cho việc Trung Quốc trục xuất 3 nhà báo Mỹ vào tháng trước.(BBC)

### 4 tháng 3
- Ý cho biết nước này có tổng cộng 2.502 ca mắc COVID-19 với 79 ca tử vong (27 ca tử vong và 466 ca nhiễm mới). Hàn Quốc tăng thêm 516 ca, nâng tổng số ca nhiễm ở nước này lên 5.328 ca, với số ca tử vong là 32 ca. (Tuổi Trẻ)
- Đức cấm xuất khẩu khẩu trang ra ngoại quốc, còn Pháp chỉ cho nhà thuốc tây bán theo toa bác sĩ hay những người làm trong ngành y tế. (Spiegel)
- Iran tạm thả hơn 54,000 tù nhân nhằm tránh COVID-19 lây lan trong những nhà tù. (nguoi-viet)

### 5 tháng 3
- Algeria xác nhận thêm chín ca, nâng tổng số ca lên 17.[3]

### 6 tháng 3
- Số tử vong của Ý vì coronavirus hôm qua là 41 (so với 30 ở Trung Quốc) nâng tổng số ca tử vong ở nước này lên 148, số người được xác nhận nhiễm bệnh lên tới 3.858, tăng thêm 769 so với ngày trước. (Zing) Lưu trữ ngày 20 tháng 3 năm 2020 tại Wayback Machine Trong khi Hàn Quốc đã có 6.284 ca nhiễm (tăng 518 ca), với 43 ca đã tử vong.
- Hiệp hội Vận tải Hàng không Quốc tế đưa ra dự báo doanh thu mà các hãng hàng không sẽ mất trong năm 2020 do Covid-19 là từ 30 tỷ đô la cho tới 113 tỷ đô la. Flybe, một hãng hàng không khu vực đang gặp khó khăn của Anh, bị phá sản. (NCQT-The Economist)

### 7 tháng 3
- 200 người thuộc các diện tiếp xúc với bệnh nhân COVID-19 mới ở Hà Nội bị cách ly. Bệnh viện Hồng Ngọc được yêu cầu dừng hoạt động, hơn 500 người của Bệnh viện Hồng Ngọc được tổ chức cách ly. (vnexpress) Phố Trúc Bạch và các khu lân cận ở quận Ba Đình được phun thuốc khử trùng. (vnexpress) Mặc dù ngồi cùng khoang máy bay với bệnh nhân, Bộ trưởng Kế hoạch & Đầu tư Nguyễn Chí Dũng âm tính với nCoV, nhưng ông Dũng sẽ cách ly tại nhà 14 ngày. (vnexpress)

### 8 tháng 3
- Bệnh nhân COVID-19 thứ 17 tại Việt Nam đã đi du lịch ở Anh và Ý, lây lan cho một hành khách cùng chuyến bay về, cũng như cho bác gái và tài xế riêng của mình. (vnexpress)
- Có thêm 9 hành khách trên chuyến bay VN0054 hạ cánh Nội Bài rạng sáng 2-3 dương tính với COVID-19. Cả chín người đều là du khách nước ngoài, gồm 4 người đang ở Quảng Ninh, 2 người ở Lào Cai, 2 người ở Đà Nẵng và 1 người ở Huế. (Tuổi Trẻ)
- Với ít nhất 233 ca tử vong do COVID-19, 5883 người nhiễm bệnh, Ý ra lệnh phong tỏa ảnh hưởng đến khoảng 16 triệu người trên khắp vùng Lombardia với thủ phủ Milan cũng như 14 tỉnh khác ở vùng Piemonte, Emilia-Romagna và Veneto: Modena, Parma, Piacenza, Reggio Emilia, Rimini, Pesaro và Urbino, Alessandria, Asti, Novara, Verbano Cusio Ossola, Vercelli, Padua, Treviso và Venezia. (Tuổi Trẻ)

### 9 tháng 3
- Trung Quốc ghi nhận thêm 40 ca nhiễm mới, nâng tổng số ca nhiễm cả nước lên 80.735 ca và 3.119 ca tử vong, tăng 22 ca. Hàn Quốc cho biết nước này có thêm 69 ca nhiễm mới, nâng tổng số ca lên 7.382 ca. Số ca tử vong cũng tăng lên 53 ca. Trong khi đó ở Ý, tổng số ca tử vong lên đến 366 trường hợp. Số ca nhiễm mới cũng tăng vọt 1.500, đưa tổng số ca nhiễm cả nước lên 7.375. (Tuổi Trẻ)
- Tại Ý, vì không đủ các thiết bị trợ thở, các bệnh nhân trên 80 tuổi và những bệnh nhân trên 70 tuổi và có bệnh nền không còn được đưa sang các trạm hồi sức tích cực nữa. (RFI)
- Ý mở rộng giới hạn việc đi lại ra cả nước. Số người nhiễm tăng từ 7375 lên 9172. Số người chết từ 366 lên 463. (Welt)

### 10 tháng 3
- Doanh nhân Johnathan Hạnh Nguyễn mướn riêng một chiếc máy bay Dassault Falcon 8X để chở con gái Tiên Nguyễn, bệnh nhân Covid-19 thứ 32, từ Anh về Việt Nam vào ngày 9.3.2020 với giá thuê khoảng hơn 360 nghìn USD. Con số này chưa tính phí chờ ở sân bay hay chi phí khử trùng máy bay. (nguoi-viet.com), (vtc)
- 243 người Na Uy đang lên mạng xã hội kêu cứu vì bị kẹt ở đảo Phú Quốc sau khi Việt Nam đột ngột hủy chế độ miễn thị thực nhập cảnh cho công dân nước này và một số nước châu Âu vì lo ngại coronavirus. (BBC)
- Số người chết ở Ý tăng 168 trong một ngày, từ 463 lên 631, số ca bị nhiễm đã ở mức 10149. (BBC)
- Bạo loạn tiếp tục đến ngày thứ ba tại 27 nhà tù Ý sau khi việc viếng thăm gia đình bị đình chỉ do sự bùng phát của coronavirus. Bốn tù nhân chết, đưa số người chết lên 12. 22 tù nhân trốn thoát ở Foggia, Apulia, vẫn còn đang bị truy nã.(Il Fatto Quotidiano), (Welt)

### 11 tháng 3
- Albania xác nhận ba ca mới, nâng tổng số ca lên 15. The first death in the country was also reported.[4]

### 12 tháng 3
- Hoa Kỳ vì sợ coronavirus lây lan đóng cửa không cho người từ châu Âu (26 quốc gia trong vùng Schengen) tới ngoại trừ Anh Quốc và Ireland trong thời hạn 30 ngày kể từ thứ 7. Công dân Mỹ chỉ được trở về nếu có giấy chứng nhận khám nghiệm. (Zeit)
- Thủ tướng Ý Conte ra lệnh đóng cửa tất cả các hàng quán (cả tiệm hớt tóc) ở Ý ngoại trừ tiệm bán thực phẩm và các tiệm thuốc tây. Nhà hàng chỉ được mở nếu giữ được khoảng cách 1m giữa các khách. (SZ), con số các ca được xác nhận ở Ý tăng lên tới 15.113, trong khi con số người chết là 1.016. (BBC)
- Ba Lan đóng cửa tất cả các trường học và đại học cũng như nhà hát, rạp chiếu phim và bảo tàng viện trong 2 tuần để đối phó với đại dịch coronavirus. Các buổi sinh hoạt lớn cũng bị cấm. (PAP) (Daily Mail)
- Pháp đóng cửa bắt đầu từ thứ hai tuần tới tất cả các trường học, đại học và vườn trẻ, tổng thống Pháp Emmanuel Macron thông báo trên truyền hình. (FAZ)
- Tổng thống Philippines Rodrigo Duterte hôm 12.3 tuyên bố áp đặt lệnh phong tỏa từ ngày 15.3 – 14.4, áp dụng đối với 16 thành phố ở vùng Metro Manila với hơn 12 triệu dân. Các biện pháp bao gồm bao gồm cấm tụ tập đông người, đóng cửa trường học và cách ly các cộng đồng phát hiện ca nhiễm; cấm người đến và rời khỏi thủ đô Manila. (thanhnien)

### 13 tháng 3
- Con số người chết ở Ý tăng thêm 250, tổng cộng là 1266, Số người nhiễm bệnh ít nhất là 17.660 từ hơn 15 000, mặc dù đã có những biện pháp ngăn cấm khắt khe. (merkur)
- Từ thứ Hai tuần tới tất cả các trường học và vườn trẻ ở Bayern sẽ đóng cửa 3 tuần, thêm 2 tuần nghỉ lễ Phục Sinh là 5 tuần. Ngoài ra các viện dưỡng lão và bệnh viện bị hạn chế thăm viếng, các buổi sinh hoạt trên 100 nếu không cần thiết lắm nên hủy bỏ. Các bang Berlin, Niedersachsen, Schleswig-Holstein và Saarland cũng sẽ đóng cửa các trường học và vườn trẻ từ thứ hai tuần tới. Baden-Württemberg cũng đang dự định làm như vậy. (FAZ) Riêng München có thêm 39 ca, nâng tổng số lên 149, các quán ăn vẫn mở cửa. (muenchen)
- Tại Hàn Quốc đây là lần đầu tiên số xuất viện nhiều hơn số bị nhiễm mới, trong khi ở Trung Quốc chỉ có 8 ca nhiễm mới, trong số đó 5 ca ở Vũ Hán. (RFI)
- Triệu Lập Kiên (Zhao Li Jian), phát ngôn viên bộ Ngoại giao Trung Quốc góp phần loan truyền giả thuyết Mỹ mang virus corona vào Trung Quốc khi công khai tự hỏi trên mạng Twitter: "Biết đâu chính quân đội Mỹ đã mang dịch Covid-19 đến Vũ Hán". (RFI) Chính quyền Mỹ triệu tập đại sứ Trung Quốc tới để trao công hàm phản đối nghiêm khắc việc này. (tuoitre)
- Iran hôm nay ghi nhận gần 1.300 ca nhiễm mới, nâng tổng ca nhiễm nCoV ở nước này vượt quá 11.000, trong đó hơn 500 người tử vong. (vnexpress)
- Tây Ban Nha ghi nhận thêm 1.063 ca nhiễm nCoV trong một ngày, nâng tổng số người nhiễm trên cả nước lên 4.209. Ngoài ra, thêm 34 người tử vong, nâng tổng số trường hợp tử vong trên toàn quốc lên 120. (vnexpress) Thủ tướng Tây Ban Nha Pedro Sánchez ban hành tình trạng báo động ở khắp nước kéo dài 15 ngày. (Politico)[liên kết hỏng]
- 785 người nhiễm nCoV tại Pháp trong 24 giờ qua, nâng tổng số ca nhiễm ở nước này lên 3.661. Số người chết vì nCoV ở nước này là 79, tăng 18 trường hợp so với một ngày trước. (vnexpress)
- Tổng thống Hoa Kỳ Donald Trump tuyên bố tình trạng khẩn cấp quốc gia vì virus corona, cung cấp 50 tỷ đô la từ chính phủ liên bang và thúc giục mỗi tiểu bang lập ra các trung tâm khẩn cấp để chống dịch. (VOA)

### 14 tháng 3
- Việt Nam tạm dừng nhập cảnh với khách du lịch đến từ hoặc đi qua các nước khu vực Schengen, Anh và Bắc Ireland trong 14 ngày qua. Quyết định trên của Chính quyền có hiệu lực 30 ngày, từ 12h trưa 15/3. (vnexpress)
- Thủ tướng New Zealand Jacinda Ardern tuyên bố, mọi người vào nước này, kể cả người bản xứ về nước, kể từ nửa đêm chủ nhật này phải tự cách ly để ngăn chặn sự lan truyền coronavirus. Ngoại lệ duy nhất là những người từ các đảo nhỏ ở Thái Bình Dương mà không có trường hợp bị nhiễm bệnh. (BBC)
- Bộ y tế Tây Ban Nha xác nhận có thêm 1,500 ca, chỉ ở thủ đô Madrid đã có trên 1000 ca, nâng tổng số lên 5,753 vào trưa thứ bảy. (politico). Tây Ban Nha phong tỏa toàn quốc ít nhất 15 ngày, người dân chỉ được rời khỏi nhà để đi làm, hoặc các trường hợp cần thiết khác. (vnexpress)
- Pháp, với hơn 4.400 người nhiễm, hơn 90 người tử vong, đóng cửa tất cả "nơi công cộng không thiết yếu đối với cuộc sống" bao gồm quán cafe, nhà hàng, sàn nhảy, rạp chiếu phim. (vnexpress)

### 15 tháng 3
- Con số nhiễm bệnh ở Ý lên tới 24,747, với số người chết trong ngày là 368, cao hơn ngày chết chóc nhất ở Hồ Bắc, nâng tổng số lên 1.809. (Corriere della Sera), (Zing)[liên kết hỏng]
- Pháp ghi nhận thêm 29 ca tử vong do nCoV, nâng số người chết lên 127, với khoảng 900 ca nhiễm mới nCoV, đưa tổng số ca nhiễm lên 5.400. (vnexpress)

### 16 tháng 3
- Số ca nhiễm bệnh coronavirus ở Mỹ đã tăng từ 2443 lên 3602 chỉ trong vòng 1 ngày. Bị nặng nhất là ở New York, với 732 ca. (n-tv) Viện Robert Koch của Đức xếp loại các bang California, Washington và New York là các vùng nguy hiểm (Ai về từ những vùng này phải tự cách ly 2 tuần. (SZ)
- Theo báo "Welt am Sonntag", trích dẫn giới chính quyền, Tổng thống Hoa Kỳ Donald Trump cố gắng lôi cuốn các nhà khoa học Đức đang nghiên cứu vắc-xin chống vi-rút Sars-CoV-2 sang Hoa Kỳ hoặc bảo đảm bán thuốc độc quyền cho nước mình. (n-tv) Công ty dược phẩm CureVac ở Tübingen đã từ chối một hợp đồng như vậy. (n-tv)
- Thủ tướng Phần Lan Sanna Marin sẽ tuyên bố tình trạng khẩn cấp và đóng cửa tất cả các trường học cho tới ngày 13 tháng 4 hầu tránh lây lan coronavirus. Cả tụ họp trên 10 người cũng bị cấm (YLE)

Um die Emission von Stickoxiden zu reduzieren, wird auf den Autobahnen in den Niederlanden die zulässige Höchstgeschwindigkeit tagsüber zwischen 6 bis 19 Uhr von 130 km/h auf 100 km/h gesenkt.

### 17 tháng 3
- Ý đã ghi nhận thêm 2.470 ca nhiễm virus corona mới, nâng tổng số ca nhiễm lên 27.980 người. Số ca tử vong mới trong ngày là 349 người, nâng tổng số tử vong vì dịch COVID-19 lên con số 2.158. (tuoitre)
- Tây Ban Nha tường thuật thêm 2.000 ca mới nhiễm COVID-19 và thêm 182 người chết, nâng tổng số lên 11.178 ca và 491 người chết. (BBC)
- Trung Quốc tường thuật chỉ một ca bị nhiễm bệnh coronavirus trong nước, nhưng ghi nhận 20 ca những người ở nước ngoài trở về. (The Jakarta Post), ngoài ra nước này đã cho phép tiến hành thử nghiệm một loại vắc xin ngừa bệnh virus corona. (Reuters)
- Sau Ý, Pháp, và Tây Ban Nha, thủ tướng Sophie Wilmes ban hành giới nghiêm ở Bỉ cho tới ngày 5 tháng 4. Người dân chỉ còn được đi chợ, tới tiệm thuốc tây, nhà băng. Hoạt động ngoài trời chỉ được khi giữ khoảng cách 1,5m. (Reuters) Lưu trữ ngày 17 tháng 3 năm 2020 tại Wayback Machine
- UEFA quyết định hoãn giải vô địch bóng đá châu Âu sang năm 2021, và được tổ chức từ ngày 11/6 đến 11/7. (vnexpress)
- 27 nước thuộc EU đồng ý cấm những người không phải ở khối nảy được vào trong thời hạn 30 ngày. (Welt)
- Mỹ và Canada đang chuẩn bị ra tuyên bố chung cấm đi lại không cần thiết giữa hai nước, tuy nhiên vẫn bảo đảm việc kinh doanh và thương mại giữa hai nước diễn ra suôn sẻ. (nguoi-viet)

### 18 tháng 3
- Đan Mạch tiếp tục thắt chặt các biện pháp chống lại sự lây lan của coronavirus. Kể từ thứ Tư tất cả các cuộc tụ họp hơn mười người đều bị cấm, Thủ tướng Mette Frederiksen cho biết. Đây không phải là lúc "mời mọi người đến dự tiệc sinh nhật", bà nói. (morgenpost)
- Vì sợ bị cướp bóc trong cuộc khủng hoảng Corona, người dân ở Hoa Kỳ tích trữ súng ngắn và vũ khí bán tự động. (ARD)
- Truyền thông Nga đã mở "chiến dịch lớn, phát tán các thông tin sai" về virus Corona, gây sợ hãi và mất lòng tin lẫn nhau ở phương Tây, Reuters đưa tin, dẫn báo cáo của Liên minh châu Âu. (VOA)
- Tổng thống Mỹ Donald Trump bảo vệ cách sử dụng 'Virus Trung Quốc' khi mô tả dịch bệnh COVID-19, giải thích rằng ông sử dụng cụm từ này bởi vì Trung Quốc đã vu khống cho quân đội Mỹ. (tuoitre)
- Chính phủ Anh tuyên bố vì Covid-19 trường học toàn Vương quốc Anh sẽ đóng từ thứ Sáu tuần này cho đến khi có quyết định mới. 104 người đã chết ở Vương quốc Anh vì virus. (BBC)
- Eurovision Song Contest 2020 bị hủy bỏ vì sự lây lan của COVID-19. (The Guardian)
- Hơn 850 triệu học sinh không tới trường học vì đại dịch coronavirus, theo UNESCO. (Al Arabiya)
- Tổng cộng 35.713 bị xác nhận nhiễm bệnh ở Ý,trong khi số người chết lên tới 2.978 người. (Corriere della Sera)
- Cơ quan chăm sóc sức khỏe và xã hội ở Anh tường thuật 676 ca mới nhiễm COVID-19 và thêm 32 người chết, con số người chết nhiều nhất trong 24 tiếng tại nước này. (Metro)

### 19 tháng 3
- Hãng dược phẩm Pháp Sanofi cho biết có khả năng cung cấp hàng triệu liều thuốc Plaquenil, có thể được dùng để điều trị cho khoảng 300.000 bệnh nhân Covid-19. Tuy nhiên, việc sử dụng đại trà còn phải chờ kết quả thẩm định khoa học chính thức. (RFI)
- Vietnam Airlines thông báo sẽ tạm dừng khai thác tất cả đường bay quốc tế trong mạng bay của hãng dự kiến đến hết ngày 30-4. (tuoitre)
- Trung Quốc lần đầu tiên không còn ca nhiễm mới trong nước. Tại Vũ Hán, các biện pháp phong tỏa thành phố sẽ được dỡ bỏ nếu sau 14 ngày liên tục không có ca nhiễm mới. (tuoitre)

### 20 tháng 3
- Rạng sáng, nước Ý vừa có thêm 427 ca tử vong do COVID-19 trong 24 giờ qua, nâng tổng số ca tử vong lên 3.405 ca. Số ca tử vong do COVID-19 ở Ý đã vượt qua Trung Quốc (3.245 ca.) Tổng số ca nhiễm ở Ý là 41.035 so với ở Trung Quốc là 81.193 ca. (tuoitre)
- Sáng nay nước Mỹ đã ghi nhận tổng cộng 14.250 ca nhiễm và 205 ca tử vong do COVID-19. Chloroquine và hydroxychloroquine - những loại thuốc vốn được dùng để trị bệnh sốt rét và viêm khớp nghiêm trọng - được Cục quản lý Thực phẩm và Dược phẩm Hoa Kỳ (FDA) tán thành để thử nghiệm chữa trị COVID-19. (tuoitre)
- California với 958 ca và 19 người chết là bang đầu tiên ở Hoa Kỳ ban hành giới nghiêm. (spiegel)
- Chính quyền Mỹ hủy bỏ cuộc họp mặt G7 vào tháng 6 tại Camp David. Thay vào đó tổng thống Donald Trump sẽ nói chuyện với các vị đứng đầu G7 bằng Hội nghị truyền hình bàn về việc chống lại đại dịch. (spiegel)
- Hãng Canada Cirque du Soleil buộc 4679 nhân viên tạm nghỉ. Vì Coronavirus 44 Shows hoạch định trình diễn ở khắp thế giới bị đình chỉ. (spiegel)
- Bộ trưởng Y tế Hà Lan, người chịu trách nhiệm điều phối chiến dịch chống dịch COVID-19 của nước này, từ chức sau khi ngất tại quốc hội vì kiệt sức. (tuoitre)
- 4 thủ phạm, mà tham dự vào một vụ hiếp dâm một nữ sinh viên y khoa làm cô ta thiệt mạng ở Ấn Độ vào tháng 12 năm 2012, bị treo cổ. (spiegel), (tuoitre)
- Một bệnh nhân ở Mỹ nhận hóa đơn điều trị COVID-19 ở bệnh viện với số tiền gần 35 ngàn USD. Ngày 18-3, Quốc hội Mỹ đã thông qua luật giúp trang trải chi phí xét nghiệm COVID-19 nhưng không bao gồm phí điều trị bệnh này. (tuoitre)
- Bộ Chính trị quyết định thi hành kỷ luật Lê Thanh Hải bằng hình thức cách chức bí thư Thành ủy Thành phố Hồ Chí Minh nhiệm kỳ 2010 - 2015. Ông Hải chỉ còn là nguyên bí thư Thành ủy Thành phố Hồ Chí Minh nhiệm kỳ 2006-2010, nguyên ủy viên bộ chính trị. (tuoitre)

### 21 tháng 3
- Ở Đức chỉ một ngày số người nhiễm từ thứ 5 sang thứ 6 là 4.000, hiện tại tổng cộng 19.865 với 68 người chết. Bang Bayern đã ban hành lệnh giới nghiêm hạn chế. (n-tv)
- Con số nhiễm bệnh ở TBN tăng lên thành 25.374, hơn 5.000 so với ngày hôm trước, số người chết là 1375 so với 1000 một ngày trước đó. Chỉ riêng Madrid có 9.000 ca nhiễm và 800 người chết. (Welt)
- Bảo vệ dân sự ở Rome cho biết đến hôm nay thứ Bảy 4.825 người đã chết, hơn ngày hôm trước 793 người, nhiều hơn bất kỳ ngày nào khác kể từ khi dịch bệnh bùng phát ở nước này vào cuối tháng Hai. (Welt)

### 22 tháng 3
- Mỹ trở thành vùng dịch lớn thứ ba thế giới với 30.285 ca nhiễm nCoV được xác nhận, trong đó, 389 ca tử vong, 64 ca nguy kịch và 176 ca hồi phục.(vnexpress)
- Ở Lombardia bây giờ thể thao và vận động ngoài trời, thậm chí của cá nhân, đều bị cấm. Khu vực này bị ảnh hưởng nặng nề nhất trong nước Ý với 3.095 tử vong. (BBC)
- Số người nhiễm bệnh hiện tại ở TBN là 28.572, số người chết thêm 394 so với ngày hôm trước thành 1.720. Thủ tướng Pedro Sánchez tuyên bố kế hoạch kéo dài giới nghiêm cho tới ngày 12 tháng 4.(theguardian)
- Trong cuộc phỏng vấn trên truyền hình Tổng thống Brazil Jair Bolsonaro nói đại dịch toàn cầu là âm mưu của đối thủ chính trị và truyền thông, gọi Covid-19 là "trò bịp" và công kích thống đốc các bang Rio de Janeiro, Sao Paulo, vì đã ra lệnh cho người dân ở nhà và áp đặt các biện pháp cách ly. Brazil đã công bố 1.620 ca nhiễm và 25 trường hợp tử vong do nCoV tại nước này. (vnexpress)

### 23 tháng 3
- Ý xác nhận thêm 5.560 ca nhiễm nCoV mới, khiến tổng số ca tăng 10,4% lên 59.138, trong đó 7.024 người đã bình phục. Số người chết vì nCoV tăng 651 ca, tức 13,4%, lên 5.476. Tỷ lệ tử vong ở Italy khoảng 9,2%. Dân số già và bệnh viện quá tải là hai trong số các nguyên nhân khiến tỷ lệ tử vong ở nước này đặc biệt cao. (vnexpress)
- Hiện có 35.224 ca nhiễm được xác nhận trên toàn nước Mỹ với 419 ca tử vong. Vào Chủ nhật, Thống đốc tiểu bang New York Andrew Cuomo cho biết 15.168 người đã dân nghiệm dương tính với virus này, tăng hơn 4.000 so với ngày hôm trước, 99 người chết. (BBC)

### 24 tháng 3
- Anh phong tỏa toàn quốc. Người dân chỉ được rời nhà để mua nhu yếu phẩm, tập thể dục một lần mỗi ngày, sử dụng dịch vụ y tế và đi tới nơi làm việc và về nhà nếu thật cần thiết và không thể làm việc từ nhà.. Tất cả các cửa hàng trừ hàng bán thực phẩm và dược phẩm, sẽ bị đóng và việc tụ tập quá hai người không sống cùng nhà sẽ bị cấm. Anh Quốc hiện ghi nhận 6.726 ca dương tính nCoV, trong đó 336 người đã chết. (vnexpress), (BBC)
- Chính quyền Ấn Độ ban hành giới nghiêm hoàn toàn cho cả nước với 1,3 tỷ dân trong vòng 21 ngày. Nước này cho tới nay có 519 ca được xác nhận. 10 chết vì bệnh phổi Covid-19. (spiegel)
- Italy ghi nhận thêm 602 ca tử vong, nâng số người chết lên 6.078 trong số 63.927 ca nhiễm, với 4.789 ca nhiễm mới. (vnexpress)
- Đức: Bang Sachsen nhận 19 bệnh nhân Covid-19 từ Ý. 6 triệu khẩu trang do quân đội Đức biến mất ở phi trường ở Kenia. (AZ)
- Ở Sài Gòn toàn bộ cơ sở dịch vụ ăn uống có quy mô trên 30 người, bida, phòng gym, spa, tiệm hớt tóc... phải dừng hoạt động từ 18h ngày 24/3 đến hết ngày 31/3, để phòng chống Covid-19. (vnexpress)
- Thế vận hội Mùa hè 2020 bị hoãn tới năm 2021. (The Guardian)

### 25 tháng 3
- Mỹ ghi nhận thêm 11.074 ca nhiễm nCoV mới, nâng tổng số lên 55.222. Trong khi số người chết tăng thêm 222, mức tăng cao nhất trong 24 giờ từ khi Covid-19 xuất hiện tại nước này, khiến tổng số người chết tăng lên 797.(vnexpress) Tổng thống Mỹ Donald Trump chính thức áp dụng đạo luật thời chiến để giải quyết tình trạng thiếu thiết bị y tế nghiêm trọng tại Mỹ. (Zing) Lưu trữ ngày 25 tháng 3 năm 2020 tại Wayback Machine
- Italy thông báo có 743 ca tử vong mới, nâng tổng số ca tử vong vì virus corona ở nước này lên tới 6.820. Tới nay, số ca nhiễm ở Italy đã lên tới 69.176. (Zing) Lưu trữ ngày 25 tháng 3 năm 2020 tại Wayback Machine
- Có tới 30 nhân viên y tế đã chết ở Ý, TBN và Pháp. Chỉ riêng TBN có tới 5.400 người thuộc nhóm này nhiễm bệnh. Tại tỉnh Brescia, từ 10 tới 15% bác sĩ, y tá vì vậy mà không thể đi làm. (NYT)
- Malaysia gia hạn lệnh phong tỏa cả nước đã bắt đầu từ 18.3 cho tới 14.4. Nứơc này chính thức có 1,796 ca nhiễm bệnh và 19 người chết được xác nhận. (asiatimes)
- Hà Nội tạm đóng cửa các cơ sở dịch vụ kinh doanh không cần thiết như dịch vụ karaoke, massage, quán bar, vũ trường, kinh doanh trò chơi điện tử, rạp chiếu phim, sân vận động, các môn thể thao đông người..., trừ các cơ sở kinh doanh dịch vụ mặt hàng cần thiết như thực phẩm, xăng dầu, nhu yếu phẩm phục vụ đời sống hàng ngày. (Zing) Lưu trữ ngày 25 tháng 3 năm 2020 tại Wayback Machine
- Thân vương xứ Wales, Thái tử Charles, 71 tuổi, là con trai của Nữ hoàng Elizabeth II và là người kế vị ngai vàng Hoàng gia Anh xét nghiệm dương tính với virus corona.(Zing) Lưu trữ ngày 25 tháng 3 năm 2020 tại Wayback Machine
- Tổng thống Nga Vladimir Putin ra lệnh hoãn ngày bỏ phiếu thông qua hiến pháp sửa đổi vì dịch Covid-19, lẽ ra được thực hiện vào 22/04 năm nay. Với hiến pháp được điều chỉnh Putin có thể cầm quyền đến năm 2036. (BBC)[liên kết hỏng]

### 26 tháng 3
- Mỹ hiện có tổng cộng 69.018 ca nhiễm với 256 ca tử vong mới, nâng tổng số lên 1050 người chết vì covid-19. (BBC)
- Huế đóng cửa tất cả quán cà phê, điểm du lịch công cộng vì dịch cho tới khi có lệnh mới. Người dân chỉ được tụ tập dưới 10 người. (Tuoitre)
- Trung Quốc huy động cả guồng máy ngoại giao vào cuộc, không ngần ngại phát tán những thông tin mang nặng tính chất thuyết âm mưu, cho là con virus corona đang tàn phá thế giới thực ra đã xuất xứ Hoa Kỳ, chứ không phải là từ Vũ Hán. (RFI) Trong khi tờ báo của đảng Cộng sản Trung Quốc Global Times đổ tội cho Ý: « Tại Ý có thể đã xuất hiện chứng viêm phổi không thể giải thích được vào đầu tháng 11 và 12/2019, rất đáng nghi là triệu chứng của Covid-19 ». (RFI)

### 27 tháng 3
- Mỹ với số nhiễm bệnh (85.991) hiện đã vượt Trung Quốc (81.782) và Ý (80.589). Nhưng số ca tử vong ở Mỹ, 1.200, hiện vẫn thấp hơn Trung Quốc (3.291) và Ý (8.215). (BBC)
- Cuộc họp 4 tiếng qua mạng của các ngoại trưởng nhóm G7 không có tuyên bố chung. Ngoại trưởng Mỹ Mike Pompeo yêu cầu phải dùng chữ "virus Vũ Hán" trong tuyên bố chung, nhưng các thành viên khác của G7 muốn dùng chữ Covid-19 như WHO đã đặt. (BBC)
- Thành phố Hà Nội, Thành phố Hồ Chí Minh, Hải Phòng, Cần Thơ, Đà Nẵng đóng cửa toàn bộ các hoạt động dịch vụ không cần thiết trừ dịch vụ cung cấp thực phẩm, dược phẩm, các cơ sở khám chữa bệnh từ 0 giờ ngày 28/3. Người dân được yêu cầu ở trong nhà trừ trường hợp thật cần thiết mới ra ngoài. (BBC)
- Sở Tư pháp Thành phố Hồ Chí Minh cho biết việc không đeo khẩu trang nơi công cộng có thể bị phạt tới 300.000 đồng. (Zing) Lưu trữ ngày 27 tháng 3 năm 2020 tại Wayback Machine
- Trong khi họ được ca ngợi và vỗ tay hoan nghênh trong việc chống Covid-19 ở châu Âu, bác sĩ, y tá và các nhân viên tuyến đầu, như nhân viên hàng không và sân bay đã bị người dân hoảng loạn tấn công và ngược đãi trên khắp Ấn Độ. (vnexpress)
- Trung Quốc cấm tạm thời các du khách tới, mặc dù họ có giấy thị thực hay chứng nhận cho phép cư trú. Các hãng hàng không trong nước cũng như nước ngoài chỉ được phép bay 1 chuyến 1 tuần và không được chứa quá 75% chỗ. (BBC)
- Thủ tướng Anh Boris Johnson và bộ trưởng y tế của ông ta đã truyền bệnh Coronavirus cho nhau. Ở Anh Quốc đã có 11.830 người bị nhiễm, 580 người chết. (ARD)
- Trong khi hai quốc gia láng giềng là Na Uy và Đan Mạch đã ra lệnh đóng cửa tất cả trường học và cấm tụ tập trên 10 người để ngăn Covid-19, cuộc sống ở Thụy Điển hầu như không thay đổi. Chính phủ chỉ cấm những sự kiện trên 500 người tham dự, đồng thời khuyên mọi người chỉ sử dụng phương tiện công cộng trong trường hợp thực sự cần thiết. (vnexpress)
- Italy có thêm 969 người chết trong vòng 24 tiếng, tổng cộng là 9134 với tổng số người bị nhiễm là 86.498. (morgenpost)
- Pháp tường thuật có thêm 299 ca chết trong 24 tiếng vừa qua, nâng tổng số lên 1,995. 33.402 được thử nghiệm dương tính. Thủ tướng Édouard Philippe tuyên bố mọi người sẽ phải ở nhà cho tới 15 tháng tư, phong tỏa thêm 2 tuần. (BBC)
- Ở Iran, 300 người chết và 1.000 người bị bệnh sau khi uống methanol để cứu họ khỏi COVID-19. (Star Tribune) Lưu trữ ngày 29 tháng 3 năm 2020 tại Wayback Machine
- Fox Business sa thải người dẫn chương trình giờ chính Trish Regan sau khi bà tuyên bố coronavirus là một mưu đồ của Đảng Dân chủ để luận tội Tổng thống Donald Trump. (CNN)
- Thủ tướng Hungary Viktor Orbán tuyên bố phong tỏa cả nước 2 tuần để đối phó với đại dịch coronavirus. (Reuters)[liên kết hỏng]
- Tổng thống Nga Vladimir Putin ra lệnh tuần lễ giữa ngày 28 tháng 3 và 5 sẽ là tuần nghỉ lễ toàn quốc có trả lương và tuyên bố đóng cửa tất cả các nhà hàng và các tiệm trong tuần lễ đó. (The Moscow Times)

### 28 tháng 3
- Giám đốc cục thủ tướng Đức cho là phong tỏa sẽ tiếp tục kéo dài ít nhất tới ngày 20 tháng 4. Người già phải tính là thời gian hạn chế tiếp xúc đối với họ sẽ lâu hơn là giới trẻ. (Welt)
- Ireland cũng ban hành lệnh giới nghiêm trong 2 tuần cho tới ngày 12 tháng 4. (theguardian)
- Người ngoại quốc không có chỗ cư trú ở Brazil không được phép vào nước này bằng máy bay. Quy định này có giá trị kể từ thứ hai kéo dài 30 ngày. (Welt)
- Số người chết vì coronavirus ở Ý đã tăng lên thêm 919 trong 24 giờ, nâng tổng số lên 9.134 - tổng cộng 86.498 trường hợp bị nhiễm. (RFI)
- Số người chết vì coronavirus ở Tây Ban Nha đã tăng lên thêm 832 trong 24 giờ, nâng tổng số lên 5.690 - nhiều thứ hai chỉ sau Italia. Số người bị nhiễm đã lên đến 72.248 ca. (BBC)
- 640.000 bộ xét nghiệm nhanh mà Tây Ban Nha mua của một công ty Trung Quốc đã bị phát hiện là thiếu chính xác và không phát hiện được những trường hợp nhiễm virus corona. Đại sứ quán Trung Quốc tại Madrid cho biết công ty đó không có giấy phép và đáng lý ra không được lựa chọn. (RFI)
- Vũ Hán, nơi đại dịch coronavirus bắt đầu, bắt đầu dỡ bỏ phong tỏa bằng cách khởi động lại một số dịch vụ tàu điện ngầm của họ và mở biên giới cho cư dân trở về, mặc dù giao thông ra bên ngoài vẫn bị hạn chế cho đến ngày 8 tháng Tư. (Reuters)

### 29 tháng 3
- Chính phủ Hà Lan ra lệnh thu hồi 600 ngàn trong số 1,3 triệu khẩu trang từ Trung Quốc tới không đạt tiêu chuẩn, sau khi các xét nghiệm cho thấy chúng không bảo vệ được mặt, cũng không có tác dụng lọc khí. (BBC)
- Tính đến trưa Chủ Nhật 29/3 (giờ GMT), đã có 30.982 người tử vong trên toàn cầu vì virus corona, với 669.312 trường hợp được xác định dương tính. Thêm 838 người chết tại TBN trong vòng 24 giờ qua, là số tử vong trong một ngày cao nhất tính đến nay, tổng cộng là 6.528 người chết. Số dương tính tăng từ 72.248 lên 78.248. (BBC)

### 30 tháng 3
- Tổng thống Trump gia hạn quy định áp dụng trên toàn quốc về khoảng cách xã hội thêm một tháng đến 30/4, tiếp theo lệnh ban bố ban đầu, có hiệu lực trong 15 ngày và sẽ hết hạn vào 30/3. (BBC)
- BV Bạch Mai, Hà Nội, nơi đã chuyển hơn 5.000 bệnh nhân về khắp các tỉnh thành miền Bắc, có 20 người dương tính, Nơi này được xem là 1 ổ dịch phức tạp. (vietnamnet) Thủ tướng Nguyễn Xuân Phúc đồng ý phong tỏa cả nước ít nhất trong vòng 15 ngày để tránh lây nhiễm: "tỉnh nào ở tỉnh đó, huyện nào ở huyện đó, xã nào ở xã đó, thôn nào ở thôn đó, khu phố nào ở khu phố đó, nhà nào ở nhà đó" (tuoitre)
- Tính đến sáng sớm 30/3 (5 giờ Đức), thế giới ghi nhận hơn 722.289 ca nhiễm Covid-19, với hơn 33.984 trường hợp tử vong – theo thống kê của Đại học John Hopkins. (vietnamnet)
- Italia ghi nhận 756 ca tử vong mới trong vòng 24 giờ qua (889 hôm 28/3 và kỷ lục 919 hôm 27/3). Số ca nhiễm mới thêm 3.815 ca, tổng cộng 97.689 ca nhiễm, với 10.779 trường hợp tử vong. (vietnamnet)
- Pháp có 292 trường hợp tử vong mới, nâng tổng số người chết lên 2.606. Trong số gần 19.000 người đang phải nhập viện, có 4.632 người thuộc diện chăm sóc đặc biệt. (vietnamnet)
- Mỹ hiện ghi nhận ít nhất 142.356 ca nhiễm Covid-19. Ít nhất 2.493 người đã tử vong. Bang New York có số người chết tăng 237 chỉ trong 24 giờ qua, thêm 7.195 ca nhiễm mới, đưa tổng số lên 59.513 ca, trong đó có 730 sĩ quan thuộc lực lượng cảnh sát thành phố New York. Tổng số máy trợ thở cần thiết lên tới 15.000. (vietnamnet)
- Thủ đô Moscow của Nga ban bố lệnh cách ly đối với tất cả người dân bất kể tuổi tác, bắt đầu từ ngày 30/3 cho đến khi có thông báo tiếp theo. Người dân sẽ chỉ được phép ra ngoài trong trường hợp cần trợ giúp y tế khẩn cấp, để đến một siêu thị hoặc hiệu thuốc gần nhà, và để cho thú cưng đi dạo trong phạm vi 100m xung quanh nơi ở. Các ngoại lệ sẽ được áp dụng với người lao động thuộc diện thiết yếu. (vietnamnet)
- Anh ghi nhận thêm 209 trường hợp tử vong trong 24 giờ qua, đưa tổng số người chết lên 1.228 (29/3). Cũng trong khoảng thời gian này, đã có thêm 2.433 người xét nghiệm dương tính với virus, đưa tổng số ca nhiễm được ghi nhận lên 19.522 ca. (vietnamnet)
- Có hơn 3,38 tỉ người trên thế giới đã được đề nghị hoặc yêu cầu tuân thủ các lệnh giới hạn di chuyển và ở nhà. Con số này tương đương với khoảng 43% dân số thế giới, hiện đang là 7,79 tỉ theo thống kê của Liên Hợp Quốc trong năm 2020. (vietnamnet)

### 31 tháng 3
- Pháp ghi nhận thêm 418 người chết vì nCoV, số ca tử vong cao nhất trong vòng 24 giờ tính đến nay tại nước này, tổng cộng 3.024 người chết. Tổng số ca nhiễm tại Pháp hiện là 44.550, tăng 4.376 trường hợp so với hôm qua. 5.107 người cần máy trơ thở hỗ trợ (vnexpress)
- Hoa Kỳ, với 164.539 ca hơn gấp đối số người nhiễm bệnh ở Trung Quốc, hiện đã có 3.164 người chết. (spiegel)
- Thành phố Jena, Đức, dự tính bắt buộc xài khẩu trang tại những nơi công cộng, các nơi mua bán, giao thông công cộng, các tòa nhà nơi dân chúng lui tới, kể từ tuần tới. (Spiegel)
- Ở Áo sẽ phải mang khẩu trang khi vào siêu thị, nơi sẽ phát từ ngày thứ 4. Sau đó sẽ bắt buộc ở cả những nơi công cộng. (ARD)
- Một bé gái 12 tuổi chết vì COVID-19 ở Bỉ, trở thành nạn nhân trẻ tuổi nhất ở châu Âu hiện thời. (Reuters) Ở Anh Quốc cũng có một thiếu niên 13 tuổi chết vì dịch này mặc dù trước đó không có bệnh tình gì cả. (RTL) Lưu trữ ngày 22 tháng 4 năm 2020 tại Wayback Machine